# Hermanos menores reformados de la estricta observancia

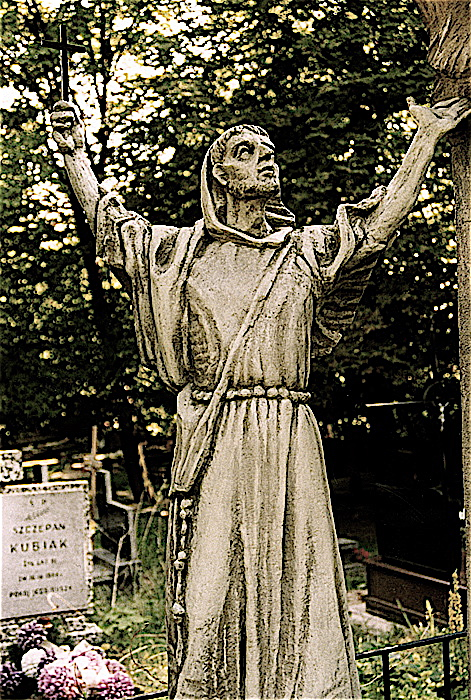
Estatua de san Francisco de Asís, en Łódź.

La Orden de Hermanos menores reformados de la estricta observancia  (en latín: Ordo Frates Minorum Strictioris Observantiae Reformatorum) o franciscanos reformados fue una de las reformas observantes de la orden franciscana surgidas durante el siglo XVI en el seno de los Hermanos menores de la regular observancia, con la intención de vivir la regla franciscana con el rigor original y más austeridad que la orden observante.

## Historia
Durante el mandato del ministro general de los franciscanos Paolo Pisotti (1529-1533) se impidió la reforma de los conventos observantes y el establecimiento de «casas de recolección», es decir, fundaciones franciscanas, a la manera de eremitorios  y ermitas, que permitían a los frailes conventuales el retiro temporal, para hacer ejercicios espirituales, meditar o vivir la regla de una manera más austera, sin desvincularse de la comunidad conventual. Estas casas se fundaban en cada provincia para satisfacer los deseos de los frailes de una vida más observante de la regla.

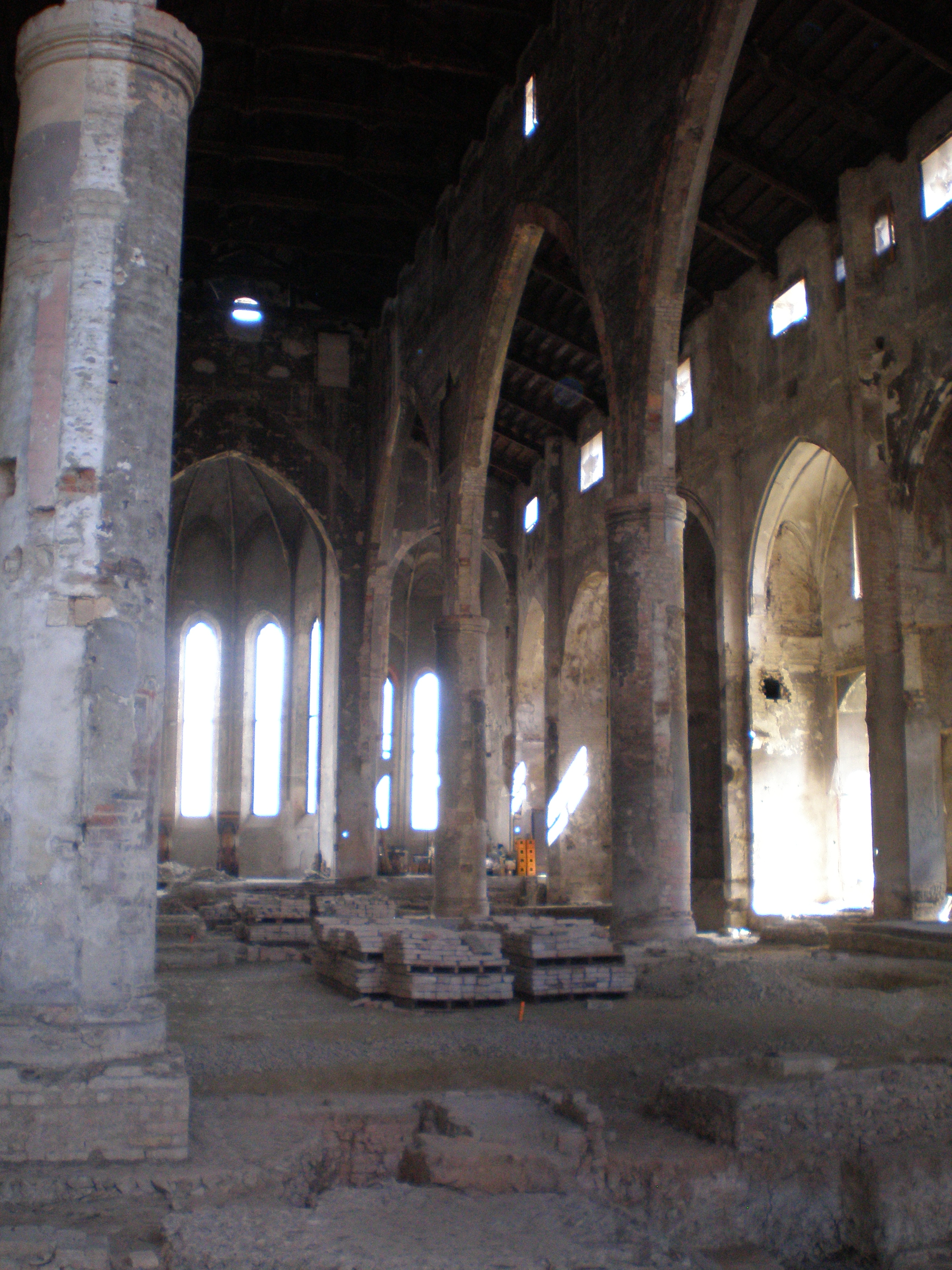
Iglesia gótica del monasterio franciscano de Parma, Italia.

Esta actitud provocó que algunos frailes que querían una observancia más estricta y rigurosa de la regla, bajo la dirección de Francesco da Jesi y Bernardino de Asti pidieran al papa de poder vivir en comunidades separadas que aplicarían estrictamente la regla. Era una reforma paralela a la que se daba entonces en los territorios hispánicos con los franciscanos descalzos.
Clemente VII, con la bula In suprema militantis Ecclesiae de 16 de enero de 1532, los autorizó a hacerlo, concediéndoles una custodia separada bajo la jurisdicción del provincial observante. Podían fundar casas de recolección en cada provincia para permitir la vida observante de los frailes. Aunque los dos fundadores ingresaron en 1535 en los capuchinos, se considera a este hecho el comienzo del desarrollo de la reforma franciscana de la estricta observancia.
Podían ir descalzos, sin sandalias, y podían variar la ropa del hábito (más gruesa o basta), pero siempre que se mantuviera similar al de la orden. Sólo cocinaban dos veces a la semana, hacían frecuentes penitencias y cada día rezaban, además de los salmos y oficios comunes, el Oficio de Difuntos, el de Madre de Dios y los siete salmos penitenciales, recordando la brevedad de la vida. En general, aplicaban más rigor y pobreza de la establecida por la misma regla de Francisco de Asís, por lo cual este estado de la reforma no se pudo mantener por mucho tiempo.
Los Observantes intentaron obstaculizar el desarrollo de la nueva reforma, especialmente entre 1532 y 1579. En 1535, Pablo III avisó al general observante de que si la orden no llevaba a efecto la bula In suprema, ordenaría a los Menores Reformados que se integraran a la nueva orden capuchina, dejando la disciplina observante. Ante eso, el general permitió la fundación de nuevas casas reformadas, dándoles cuatro eremitorios en el Valle de Rieti.
En 1579, la bula Cum illus vicem de Gregorio XIII liberó a los reformados  de la jurisdicción observante y, en la práctica, de la autoridad del ministro general. Prohibía que los Menores reformados pudieran vivir en conventos observantes, pero no al contrario: los observantes podían vivir en conventos reformados. En Roma, obtuvieron como sede central el convento de San Francesco a Ripa. No obstante, el mismo año, el general observante Francesco Gonzaga consiguió suspender este decreto: unas nuevas constituciones fueron promulgadas por Bonaventura Secusi da Caltagirone en 1595, asegurando que se mantuvieran en el seno de las provincias observantes. Clemente VIII aprobó estas constituciones el mismo 1595, pero no entraron en vigor y en 1596 se volvió a activar el breve de Gregorio XIII y los reformados tuvieron un procurador general y visitadores propios. Este papa hizo que las casas de noviciado observantes se convirtieran en casas de recolección.
Gregorio XV confirmó esta concesión en 1621 y concedió a los reformados un vicario general, por lo cual dependían directamente del ministro general observante, pero no de los provinciales. Urbano VIII revocó el privilegio en 1624. Él mismo, con la bula Injuncti nobis de 1639 convirtió la custodia reformada de Italia y Polonia en provincias, y en 1642 los reformados promulgaron estatutos propios.

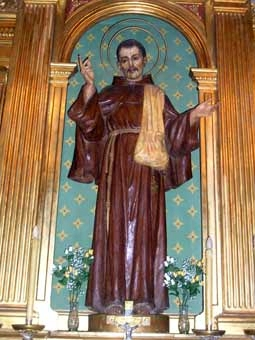
El beato Buenaventura Gran.

Así, en 1639, los Frailes Menores Reformados empezaron a existir como familia autónoma en el seno de los Frailes Menores Observantes, bajo la obediencia del ministro general, pero con un procurador general, estatus que se mantiene hasta la disolución de la orden en 1897.
El 1620 Antonio Arrigoni da Galbatio fue enviado a Baviera donde, a pesar de la oposición de los menores observantes, consiguió unificar los conventos bávaros reformados en una provincia, en 1625, que se asignó a la familia observante cismontana. Arrigoni también introdujo la reforma al Tirol en 1628, Austria en 1632, en Bohemia en 1660 y Carintia en 1688, con un gran éxito, a pesar de la rivalidad con los observantes.
Los reformados, como el resto de ramas observantes de la familia franciscana, desaparecieron en 1897, a raíz de la «Unión Leonina», pasando sus miembros y conventos a formar, con los franciscanos observantes, los recolectas y los descalzos, la Orden de Frailes Menores.
Entre las personalidades de los reformados destacan los santos Benito de Palermo, Pacífico de San Severino y Leonardo de Porto Maurizio.

## La Riformella  (1662)
En 1662, en la provincia de Roma, el beato Buenaventura Gran, proveniente de los franciscanos descalzos de Cataluña, inició un movimiento de reforma de los Franciscanos Reformados de la Estricta Observancia, nombrado Riformella, con la casa madre en San Buenaventura in Palatino. La Riformella tuvo resonancia en la Toscana donde san Leonardo de Porto Maurizio fundó dos conventos, uno en San Miniato a Monte y otro, nombrado Incontro, cerca de Florencia. Estos conventos tenían que servir como en lugares de recogimiento (recolección) y retiro espiritual para los frailes que se ocupaban del apostolado popular.